# Чезаре Марія де Веккі
Чезаре Марія де Веккі, 1-й граф ді Валь Чісмон (італ. Cesare Maria De Vecchi, Conte di Val Cismon; 14 листопада 1884, Казале-Монферрато, Королівство Італія — 23 червня 1959, Рим, Італія) — італійський військовий та політичний діяч, фашист, один із засновників та лідерів чорносорочечників, міністр освіти Італії, генерал-губернатор Італійського Сомалі та Італійських островів Егейського моря, постійний член Великої фашистської ради. У 1922 році був одним із Квадрумвірів, які особисто очолили Марш на Рим.

## Ранні роки
Чезаре Марія де Веккі народився 14 листопада 1884 року в сім'ї нотаріуса. Після закінчення школи він вступив до Туринського університету, де успішно вивчав юриспруденцію, літературу та філософію. Після закінчення університету в 1908 році почав працювати адвокатом у Турині. Також Чезаре був активним діячем у культурному житті міста (двічі його обирали керівником Туринського товариства сприяння образотворчому мистецтву).
У 1915 році, коли Італія вступила в Першу світову війну, де Веккі пішов добровольцем на фронт, почавши службу у званні молодшого лейтенанта. По закінченню війни він отримав звання капітана артилерії, а 1919 року був демобілізований. Тоді ж приєднався до Національної фашистської партії, ідея якої повністю підтримував та поділяв. Брав участь у виборах до законодавчого органу Турина, проте не набрав достатньої кількості голосів.

## Перебування при владі
15 травня 1921 року де Веккі було обрано до парламенту Італії від виборчого округу Турину. На той час він уже займав доволі високе становище в Національній фашистській партії, будучи заступником її очільника та командиром туринського загону сквадристів.

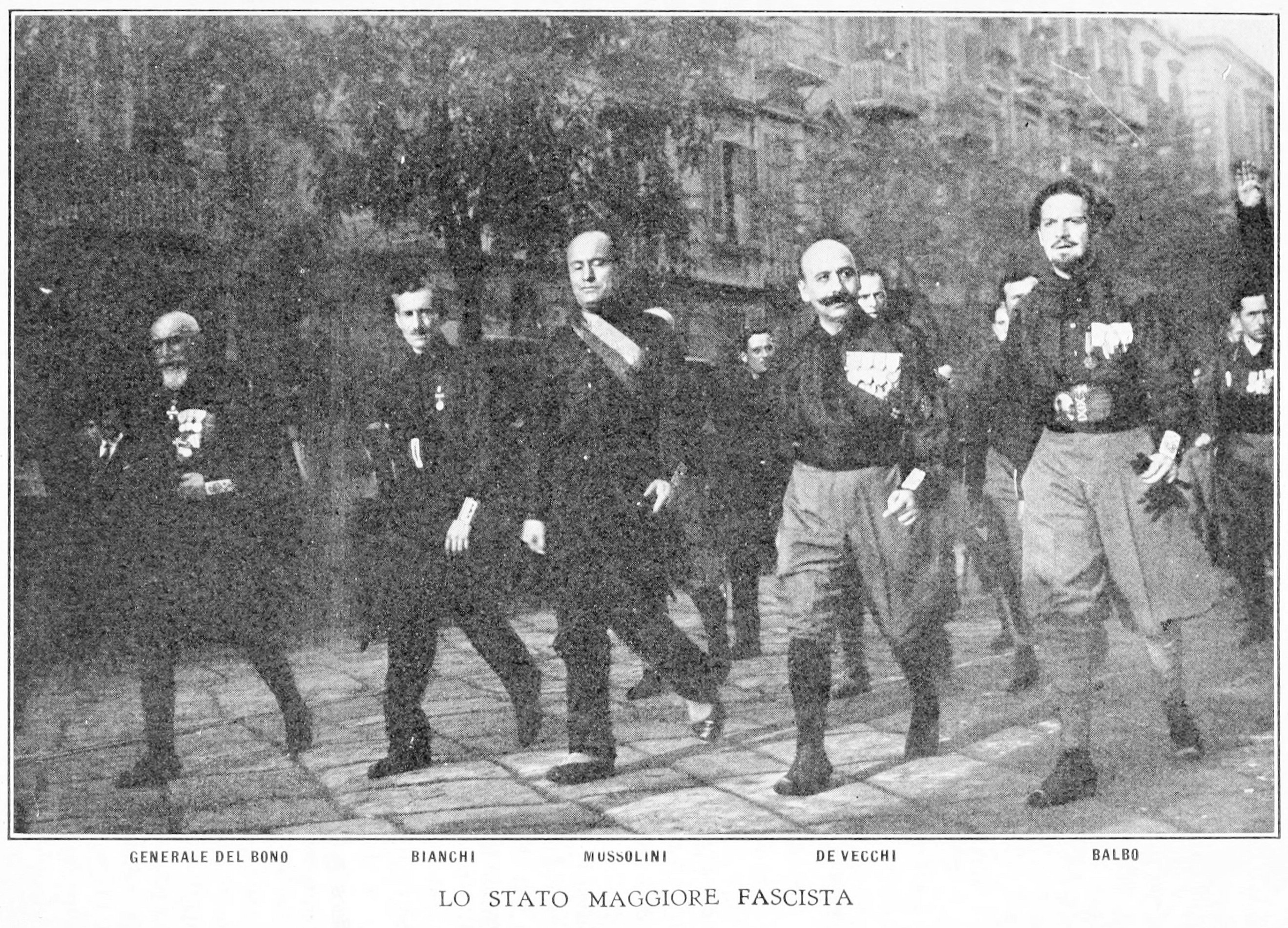
Де Веккі (другий праворуч), Беніто Муссоліні та інші Квадрумвіри, 1922

У жовтні 1922 року де Веккі став одним з очільників Маршу на Рим, завдяки якому фашисти змогли сформувати власний уряд. У грудні того ж року обійняв посаду заступника воєнного міністра з питань призначення військової допомоги та військових пенсій, а вже в березні 1923 року був переведений до Міністерства фінансів. У цей час загострився його конфлікт із Муссоліні, адже сам Чезаре залишався переконаним монархістом та виступав проти безмежної влади дуче. Через це його призначили генерал-губернатором Італійського Сомалі, що відділило де Веккі від центру політичного життя в Римі. Перебуваючи на цій посаді, Чезаре зумів відновити контроль Італії над бунтівними районами Сомалі та консолідував управління в колонії.
У 1925 році де Веккі отримав від короля титул графа ді Валь Чісмон.
У 1923—1925 роках разом із Еміліо Де Боно та Італо Бальбо був командир-генералом сквадристів.
У червні 1929 року де Веккі став першим в історії послом Італії у Ватикані, обіймаючи цю посаду до січня 1935 року.

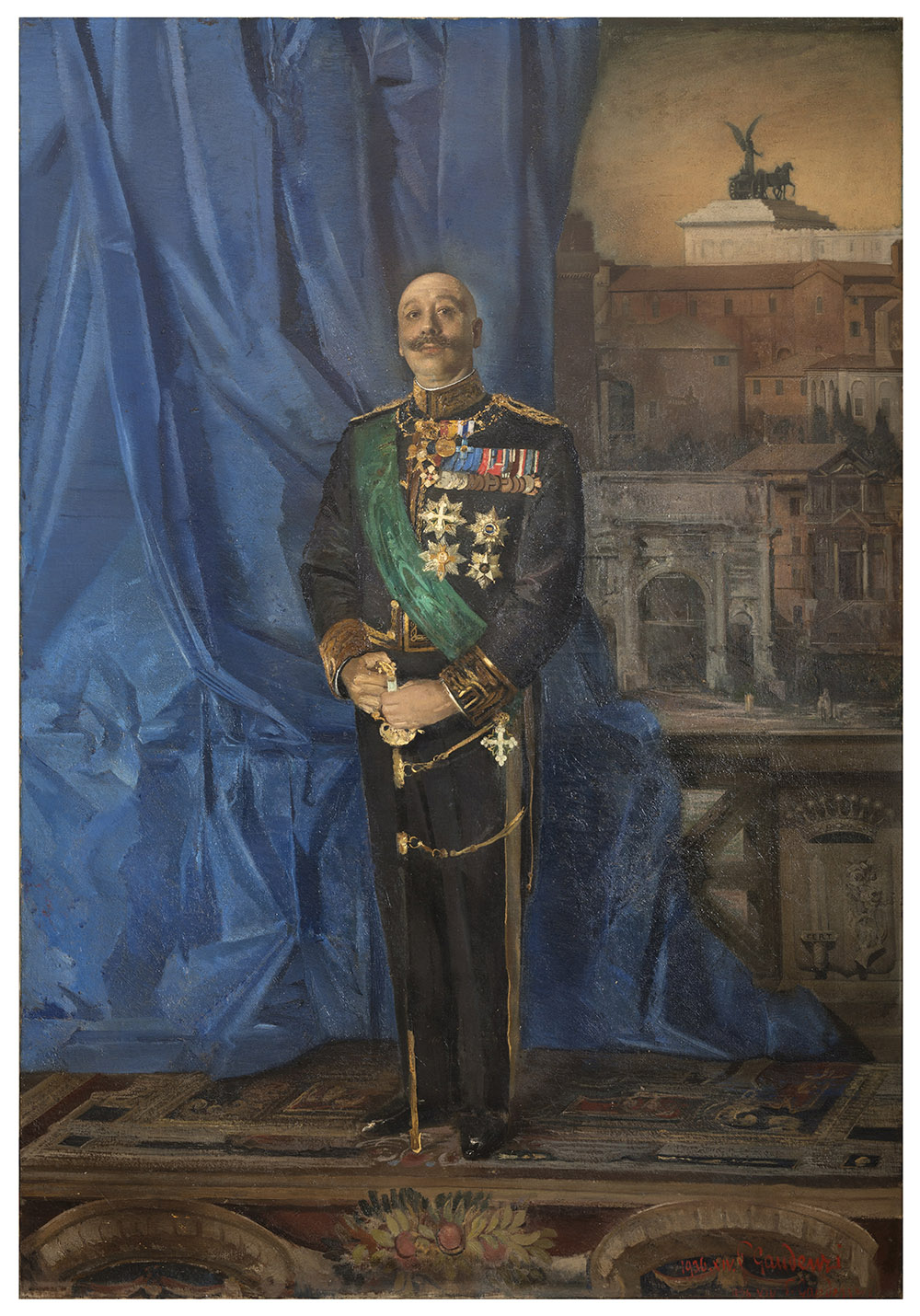
Портрет Чезаре Марії де Веккі

Перебуваючи на посаді міністра освіти Італії у період із 24 січня 1935 року до 15 листопада 1936 року, де Веккі активно здійснював фашизацію освітньої системи, насаджуючи в школах фашистські наративи та придушуючи спротив Вищої ради народної освіти Італії, члени якої хотіли запобігти політизації системи освіти. Крім того, саме де Веккі запропонував законопроєкт, який передбачав перехід усіх середніх шкіл під фінансування центрального уряду, що позбавило органи місцевого самоврядування можливості впливати на освітній процес.
1936 року де Веккі відвідав Родос з офіційним візитом, а пізніше, повернувшись до Риму, попросив Муссоліні призначити його генерал-губернатором островів у Егейському морі. Останній із радістю погодився на цю пропозицію. Відтак, де Веккі став намісником центральної влади на даних островах. Швидкість прийняття відповідного рішення в Римі пояснюється, перш за все, конфліктами графа з вищим керівництвом фашистів. Де Веккі доволі жорстоко ставився до місцевого населення. Він не цурався застосовувати расові закони, придушував релігійні автономії, повернув практику катувань та знущань із греків, виділявся своєю зарозумілістю. Він доволі часто сварився з військовим керівництвом, серед якого був і начальник Генерального штабу Бадольйо.

## Друга світова війна
Після звільнення з посади генерал-губернатора в грудні 1940 року де Веккі більше не обіймав офіційних посад, залишаючись винятково постійним членом Великої фашистської ради, яким він був від самого моменту її заснування. На початку Другої світової війни де Веккі отримав звання бригадного генерала.
24 липня 1943 року де Веккі був викликаний на сесію Великої фашистської ради, на якій проголосував за порядок денний Ґранді, який усунув Беніто Муссоліні від посади голови уряду та командувача збройними силами. 1 серпня 1943 року де Веккі було надано звання дивізійного генерала та призначено командиром 215-ї дивізії в Тоскані. Після початку операції «Аксе» 8 вересня 1943 року він дозволив німецьким військам взяти під контроль порт Пйомбіно, попри заперечення командувача ВМС у Пйомбіно, і заборонив останньому здійснювати будь-який акт опору. Однак частини Королівського флоту та Королівської армії за підтримки місцевого населення, діючи з власної ініціативи, запобігли висадці німецького десанту, захопивши в полон понад 300 солдатів Вермахту. Наступного дня де Веккі наказав звільнити їх і повернути їм зброю, після чого підписав капітуляцію своєї дивізії перед німцями, таким чином передавши їм місто.
25 липня, після звільнення Беніто Муссоліні, де Веккі був заочно засуджений до смертної кари, але його сховали салезіани в церкві Турину.

## Після війни
Де Веккі залишався в салезіан до грудня 1946 року, коли вони перевезли його до Риму. Отримавши в червні 1947 року фальшивого парагвайського паспорта, де Веккі переїхав до Аргентини.
Він повернувся до Італії лише в червні 1949 року, коли касаційна інстанція скасувала вирок апеляційного суду Риму, яким він був засуджений до 5 років ув'язнення за сприяння фашистам та керівництво Маршем на Рим. У грудні того ж року у де Веккі стався крововилив у мозок, через який у нього виникла афазія та геміплегія. Помер граф 23 червня 1959 року. 